# Gavina relicta
La gavina relicta (Ichthyaetus relictus) és una espècie d'ocell de la família dels làrids (Laridae) que habita els llacs d'aigua salada de les estepes de l'Àsia central, al Kazakhstan, Mongòlia i nord de la Xina.